# Risor ruber
A Risor ruber a csontos halak (Osteichthyes) főosztályának a sugarasúszójú halak (Actinopterygii) osztályába, ezen belül a sügéralakúak (Perciformes) rendjébe, a gébfélék (Gobiidae) családjába és a Gobiinae alcsaládjába tartozó faj.
Nemének egyetlen faja.

## Előfordulása
A Risor ruber az Atlanti-óceán nyugati felén található meg. Előfordulási területe Floridától kezdve, a Bahama-szigeteken keresztül, egészen Brazília északkeleti részéig húzódik.

## Megjelenése
Ez a hal legfeljebb 2,5 centiméter hosszú. Hátúszóján 7 tüske van.

## Életmódja
Trópusi, tengeri halfaj, amely a korallzátonyokon él. A Spheciospongia szivacsnembe tartozó fajokon tartózkodik.